# 川滇绣线菊
川滇绣线菊（学名：Spiraea schneideriana）为蔷薇科绣线菊属下的一个种。

## 扩展阅读
- 維基物種上的相關：川滇绣线菊